# مختبر الطفو المحايد

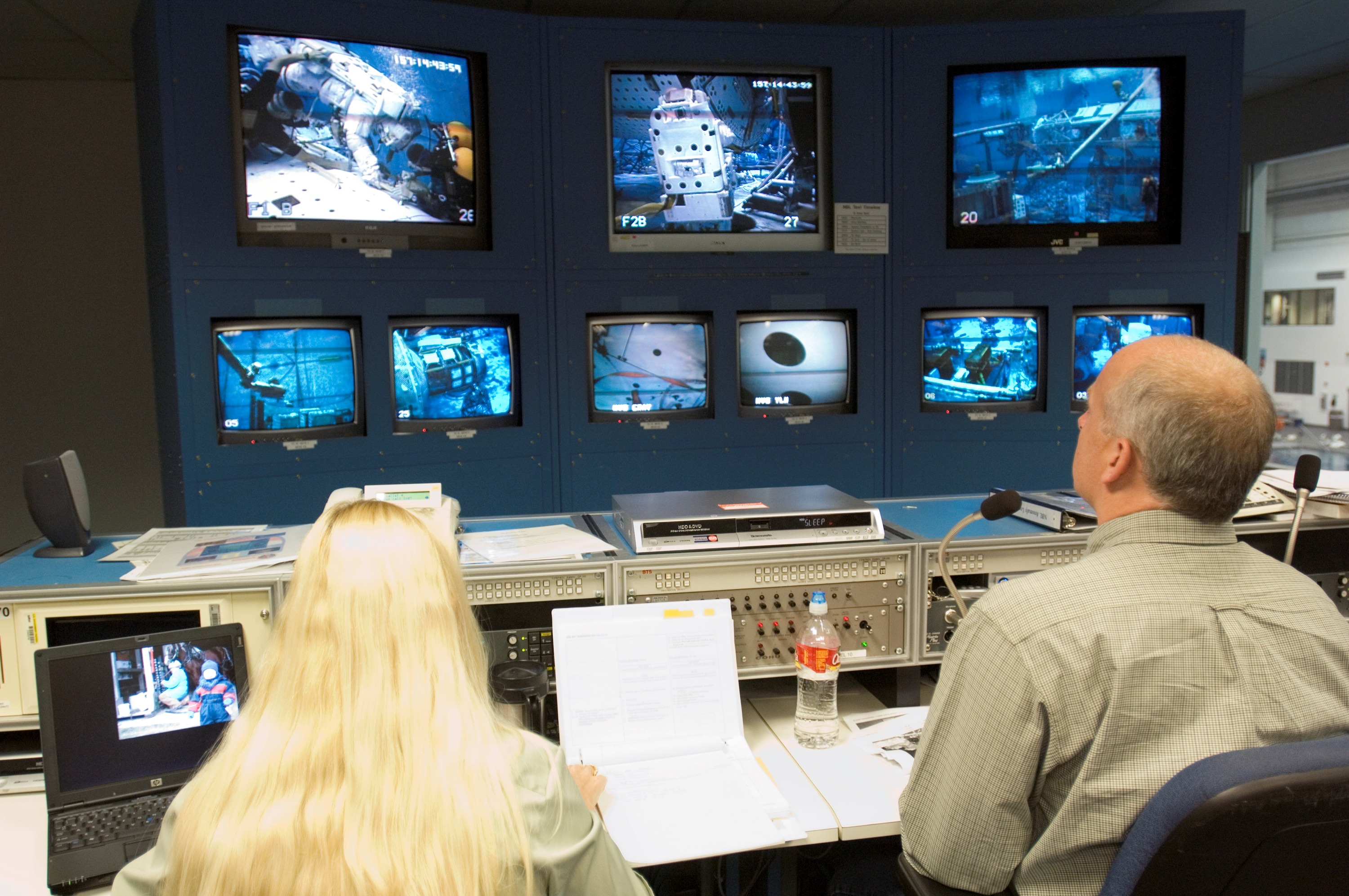
محاكاة منطقة التحكم

مختبر الطفو المحايد (بالإنجليزية: Neutral Buoyancy Laboratory)‏ هي منشأةٌ لتدريب رواد الفضاء مع مسبح طفوٍ محايد تُديره وكالة ناسا ويقع في مركز تدريب سوني كارتر، بالقرب من مركز لندون بي جونسون للفضاء في هيوستن في تكساس. الميزة الرئيسية في مختبر الطفو المحايد هو وجود بركة سباحة داخلية كبيرة من المياه، حيثُ يمكن لرواد الفضاء أداء الأنشطة خارج المركبة استعدادًا للمهام القادمة. يرتدي المتدربون بدلاتٍ مٌصممة لتوفير طفو محايد لمحاكاة الجاذبية الصغرى التي سيواجهها رواد الفضاء خلال رحلات الفضاء.